# مؤسسه طراحی هواگرد شنیانگ
مؤسسه طراحی هواگرد شنیانگ (چینی ساده: 沈阳飞机设计研究所; پین‌یین: Shěnyáng Fēijī Shèjì Yánjiū Suǒ؛ یا مؤسسه ۶۰۱) یک مؤسسه چینی طراحی هواگرد وابسته به شرکت هواگردسازی شنیانگ است که در طراحی هواگردهای نظامی تخصص دارد.

## محصولات
- شنیانگ جی-۵
- شن‌یانگ جی-۶
- شن‌یانگ جی-۸
- گونه‌هایی از شنیانگ جی-۱۱، مانند جی-۱۱بی
- شنیانگ جی-۱۵
- شنیانگ جی-۱۶
- شن‌یانگ جی-۳۵